# أرشيبالد جيلكريست
أرشيبالد جيلكريست (بالإنجليزية: Archibald Gilchrist)‏ هو رئيس تحرير صحيفة أسترالي، ولد في 1878 في North Melbourne ‏ في أستراليا، وتوفي في 10 مارس 1955 في Vaucluse, New South Wales ‏ في أستراليا.